# Polydesmus chloropus
Polydesmus chloropus är en mångfotingart som beskrevs av Peters 1864. Polydesmus chloropus ingår i släktet Polydesmus och familjen plattdubbelfotingar. Inga underarter finns listade i Catalogue of Life.